# Pinabacdao
Pinabacdao ist eine philippinische Stadtgemeinde in der Provinz Samar. Sie hat 18.252 Einwohner (Zensus 1. August 2015).

## Baranggays
Pinabacdao ist politisch in 24 Baranggays unterteilt.
| - Bangon - Barangay I (Pob.) - Barangay II (Pob.) - Botoc - Bugho - Calampong - Canlobo - Catigawan - Dolores - Lale - Lawaan - Laygayon | - Layo - Loctob - Madalunot - Magdawat - Mambog - Manaing - Obayan - Pahug - Parasanon - Pelaon - San Isidro - Nabong |